# روباه پاسفید
روباه پاسفید (نام علمی: Vulpes vulpes pusilla) یا روباه بیانیان زیرگونه کوچکی از رویاه سرخ است که در سراسر شمال غرب شبه‌جزیره هند، بلوچستان و جنوب ایران و عراق زندگی می‌کند. روباه پاسفید بیشتر در ریگزارها سکونت دارد و کمتر در دشت‌ها دیده می‌شود.
روباه پاسفید مانند روباه ترکمنی نسبت به گونه‌های شمالی‌تر جمجمه‌ای ابتدایی و کودکانه دارد.